# Jim Costa
James Manuel "Jim" Costa, född 13 april 1952 i Fresno, Kalifornien, är en amerikansk demokratisk politiker och ledamot av USA:s representanthus sedan 2005. Han representerade Kaliforniens 20:e distrikt 2005–2013 och är därefter vald från 16:e distriktet.
Costa utexaminerades 1974 från California State University. Han var ledamot av California State Assembly, underhuset i delstatens lagstiftande församling, 1978–1994. Han var sedan ledamot av delstatens senat 1994–2002.
Kongressledamoten Cal Dooley kandiderade inte till omval i kongressvalet 2004. Costa vann valet och efterträdde Dooley i representanthuset i januari 2005.
Costa är en moderat demokrat. Han är ogift och hör till romersk-katolska kyrkan.